# 隈本吉成
隈本 吉成（くまもと きっせい、1957年10月25日 - ）は、日本の俳優、声優。福岡県福岡市出身。ケンユウオフィス所属。

## 略歴
俳優の小沢昭一に弟子入りし、1975年5月に芸能座に入団。2002年からブラジルで俳優活動を開始し、2005年から1年間、新進芸術家海外留学制度研修員としてサンパウロで研修を受ける。詩と朗読のミニフェスティバル第9回・最優秀賞を受賞。
以前はスイートベイジル、オフィスまとば、ぷろだくしょんバオバブに所属していた。
旧芸名はくまもと 吉成。

## 人物
声種はバリトン。
趣味は音楽全般（作曲・編曲・演奏）、テニス。特技はテナーサックス、篠笛、ポルトガル語。方言は博多弁。資格は普通自動車免許。

## 出演作品

### テレビドラマ
- おしん（1983年） - 耕造
- 市川準の東京日常劇場 ごたごたレストラン（1990年） - 恋に悩む青年
- ダブル・キッチン（1990年） - ケンちゃん
- オヤジぃ。（2000年）
- 凍える牙（2001年）
- 別れさせ屋（2001年）
- Metamorphoses（2004年） - 三船孝、アニキ
- 笑える恋はしたくない（2006年）

### 映画
- 卒業五分前 群姦（1977年） - 南
- おさわりサロン おしぼりでお待ちします（1977年） - ジュン
- 金曜日の寝室（1978年） - 大沢隆
- 闇の狩人（1979年） - 下っぴきのクマ公
- 肉奴隷 悲しき玩具（1982年） - 青柳尭夫
- 100%女の子（1983年） - 100%の男の子
- 真夜中のボクサー（1983年）
- 団鬼六　美女縄粧（1983年、にっかつ） - 谷
- 北の螢（1984年） - 木村利助
- ひと夏の出来ごころ（1984年） - 長谷川
- みだらな肉体 性感地獄（1985年）
- 美姉妹肉奴隷（1986年） - 若い男
- 十手舞（1986年）
- ベッド・イン（1986年） - 山ノ井
- (生)テレクラ　握りたがる人妻たち（1986年）
- 妖女の時代（1988年）
- パンツの穴　ムケそでムケないイチゴたち（1990年） - 渡辺
- 新・同棲時代（1991年） - 増川
- 赤い犯行 夢の後始末（1997年） - 小池
- ROMANTIC MANIA（1997年） - 松田
- CLOSING TIME（1997年） - サックス吹きの男
- ガイジン2-心の祖国（2005年） - 山崎トシオ、カズミ
- LOCO DD 日本全国どこでもアイドル（2017年） - 声の出演

### 舞台
- 人生はガタゴト列車に乗って
- ダーティー・マネー（デュヴァル）
- 中西和久のエノケン
- ねぶたの女
- 破戒（高柳利三郎）
- 縁は異なもの恋なもの
- 嘆きのテレーズ（会場：三越ロイヤルシアター、1982年） - ピクニックの客[13]
- 津軽三味線・諸芸百般〜世界ねり歩きよもやま話〜（会場：上越教育大学、2009年）
- イカイノ物語 ファイナル（2021年） - 勝治
- 櫻の國の傳説（2022年）※特別出演

### テレビアニメ
1983年
- レディジョージィ
- 銀河漂流バイファム（1983年 - 1984年、兵士、将校A、兵士C、将官）

2001年
- Cosmic Baton Girl コメットさん☆（サンタクロース）
- 逮捕しちゃうぞ SECOND SEASON（駅員A）

2002年
- あたしンち（2002年 - 2003年、お客、店員）
- クレヨンしんちゃん（2002年 - 2023年、審査員、マスター、客C、コメンテーターB、おじさん 他）
- 最終兵器彼女（客E）
- NARUTO -ナルト-（2002年 - 2003年、カジ、ガトーの手下）
- 忍たま乱太郎（2002年 - 2020年、霜鬼〈初代〉、ヤケアトツムタケ忍者C、曇鬼、厚井玉郎、赤鬼 他）

2003年
- 最遊記RELOAD（兵士）
- 名探偵コナン（2003年 - 2018年、運転手、従業員、ホテルマン、神崎、殺し屋 他）

2008年
- ミチコとハッチン（観客）

2009年
- ご姉弟物語（2009年 - 2010年、銀行員、茂）

2010年
- COBRA THE ANIMATION（ギルド兵、穴居人）
- ダンス イン ザ ヴァンパイアバンド（イワノヴ）

2012年
- エリアの騎士（教師）

2015年
- 俺物語!!（店長）
- ドラえもん（テレビ朝日版第2期）（2015年 - 2019年、主人、運転士2、ガイコツ、老人A、未来人 他）

2016年
- 新あたしンち（名人）

2018年
- つくもがみ貸します（浅川屋）

2021年
- 出会って5秒でバトル（北島浩二）

### 劇場アニメ
1988年
- 火の雨がふる（ワルA）

2002年
- 夢かける高原 清里の父 ポール・ラッシュ（船長）

2003年
- 映画 あたしンち（メガネザル）

2011年
- クレヨンしんちゃん 嵐を呼ぶ黄金のスパイ大作戦（研究員）

2012年
- クレヨンしんちゃん 嵐を呼ぶ!オラと宇宙のプリンセス（モックン）

2014年
- クレヨンしんちゃん ガチンコ!逆襲のロボとーちゃん（ポーチ親父）

2017年
- ゴーちゃん。〜モコとちんじゅうの森の仲間たち〜（調査隊員B）

2020年
- 思い、思われ、ふり、ふられ

### ドラマCD
- 低俗霊DAYDREAM（大家）

### 吹き替え

#### 映画（吹き替え）
- 蒼き狼/チンギス・ハーン（ビアデーネ）
- アラジン[15]
- ALI アリ
- ヴァーヴェイン
- ウインドベア
- ウォーターシップ・ダウンのうさぎたち
- 運命の女
- エーミールと探偵たち
- オール・ユー・ニード・イズ・キル（カーター博士〈ノア・テイラー〉）
- ガーディアンズ・オブ・ギャラクシー: リミックス（タルク〈トミー・フラナガン〉[16]）
- カプラン
- カントリーベアーズ（ドン・ヘンリー）
- カンフー・カルト・マスター 魔教教主（青蝙蝠王〈リチャード・ン〉）
- ゲット スマート（指揮者）
- ゴッド・アーミー 聖戦（ジョーンズ〈ヴィンセント・スパーノ〉）
- サイドウォーク・オブ・ニューヨーク（ハリー）
- サ・ペスト（リンデンタール）
- シャーロック・ホームズ（クラーキー巡査〈ウィリアム・ヒューストン〉）※テレビ朝日版
- シャンプー台のむこうに（ビンセント）
- 水滸伝 決戦!白龍城（黄文炳〈ラム・ウェイ〉）
- スモーキング・ハイ（バドロフスキー）
- スリー・ビルボード（チャーリー〈ジョン・ホークス〉）
- 聖石伝説（悦蘭芳、孤跡蒼狼）
- ダイヤルM（ハンセン）
- 小さな巨人（ワイルド・ビル・ヒコック〈ジェフ・コーリー〉）※ソフト版
- チェーン・オブ・ファイア（マッキャン弁護士）
- チェンジング・レーン（カーライル）
- ドクトル・ジバゴ（ジバゴ）
- ドライビング Miss デイジー（オスカー）
- 夏休みのレモネード（ケリー神父）
- NY犯罪潜入捜査網（エディ）
- ノーマンズ・ランド（ピエール）
- バーティカル・リミット（カリーム）
- ハート・ロッカー（爆弾男）
- フレイルティー 妄執（半袖捜査官）
- ブロークン・アロー（ジム）
- プロジェクトV（バイオント） 史上最悪のダム災害（ビアデーネ）
- ぼくの国、パパの国
- ボルジア家 愛と欲望の教皇一族
- ホワイトアウト（マクガイア）
- マーシャル博士の恐竜ランド（先生）
- マーダー・ネット（男性キャスター）
- 抹殺者（スプラウル）
- マレーナ
- ミリオンダラー・ホテル（ヘクター）
- メン・イン・ブラック3（四つ手エイリアン）
- ラスト・キャッスル（ボクシング囚人）
- リプリー（テッド）
- レタッチ 裸の微笑（モンテグリフォ）
- ローン・レンジャー（クレイトン〈ケヴィン・ウィギンズ〉）
- ロストワールド 〜失われた世界〜（レイダース6）
- ワイルド・エンジェル（ジョニー）
- ワイルド・スピード MAX（テゴ・レオ〈テゴ・カルデロン〉）※テレビ朝日版

#### ドラマ
- イージー シーズン1（デイブ）
- AJ&クイーン（パトリック巡査〈マシュー・ウィルカ〉）
- ER緊急救命室
  - シーズン9 #17（コルビー〈ターマス・ラウンズ〉）
  - シーズン14 #15（マーチン〈レニー・シトラーノ〉）
- L.A.ロー 七人の弁護士[2]
- エレメンタリー ホームズ&ワトソン in NY（マテオ・リマ）
- GALACTICA/ギャラクティカ（ロモ・ランプキン〈マーク・シェパード〉）
- グッド・ワイフ（ヒックス大尉）
- クリミナル・マインド FBI行動分析課9（ウォルフ医師）
- クワンティコ/FBIアカデミーの真実（ウォーレン・レンウェイ）
- 刑事フォイル（アラステア・ジョンストン警視）
- ザ・パシフィック
- SCORPION/スコーピオン4（サヨナキドリ）
- それいけ! ゴールドバーグ家（グラスコット先生〈ティム・メドウス〉）
- TOUCH/タッチ
- デイ・アフターZ2（おじさん）
- パワーレンジャー・ロスト・ギャラクシー（マグネトックス〈デイヴ・マロウ〉）
- PAN AM/パンナム
- プリズン・ブレイク（フランコ）
- BULL / ブル 法廷を操る男（ジェームソン教授）
- HOMELAND6（ヴィクトル）
- BOSCH/ボッシュ3（ディーン）
- ボルジア 欲望の系譜 シーズン3（ゴンザーガ）
- MACGYVER/マクガイバー（コーマン）
- メンタリスト4（スキディー）
- ヤング・スーパーマン（グロール）
- LAW & ORDER:UK シーズン2（ジョン）

#### アニメ
- ウォーターシップ・ダウンのうさぎたち（ヴァーヴェイン・ヒッコリー）
- ジャスティス・リーグ（ソロモン・グランディ）※16話のみ
- ジャングル・ブック2（ディジー）
- ジョニー・ブラボー（ミスター ・フリーン）
- スポンジ・ボブ（さまよえるオランダ人〈2代目〉）
- パトリック・スター・ショー（さまよえるオランダ人）
- キャンプ・コーラル:スポンジ・ボブのアンダーイヤー（さまよえるオランダ人）
- スモール・ソルジャーズ（TV兵）
- チーチ&チョン（レニー、老人、父、DJ）
- デクスターズラボ（ウィンドベア）
- ピンキー&ブレイン（ビッグジェイク）

### テレビ番組
- レディス4（初代男性サブキャスター）※1988年から1993年まで
- 秘境駅の旅（ナレーション、BSTBS）

### CM
- 日興コーディアル証券
- メルセデス・ベンツ